# Bataille de Valmont
Guerre de Cent Ans
Batailles
Durant la guerre de Cent Ans entre anglais et français, la bataille de Valmont rassemble deux actions militaires connectées, qui eurent lieu entre le 9 et le 11 mars 1416 près des villes de Valmont et de Harfleur en Normandie. Un raid anglais, conduit par Thomas Beaufort, est intercepté à Valmont par une armée française bien plus large commandée par Bernard VII d'Armagnac. L'assaut initial tourne à l'avantage des Français, qui mettent en déroute les Anglais et s'emparent de leurs chevaux et de leurs équipements. Les Anglais parviennent pourtant à se retirer en bon ordre vers Harfleur, où ils sont à nouveau surpris par l'armée française. Un deuxième combat eut lieu, pendant lequel l'armée française fut défaite grâce à des renforts anglais envoyés depuis Harfleur.

## Forces en présence

### Anglais
En janvier 1416, 900 hommes d'armes et 1500 archers arrivent pour renforcer la garnison anglaise d'Harfleur, ville qui a été prise aux Français en septembre 1415 à la suite d'un siège. Thomas Beaufort emmène 1000 de ses meilleurs hommes d'armes et archers pour mener un raid.

### Français
Le comte d'Armagnac avait emmené 2 000 hommes d'armes et 1000 archers depuis la Gascogne. Il fait également appel aux garnisons et milices locales. Rouen lui envoya 600 hommes d'armes et 500 archers. Armagnac avait en tout 4 000 hommes sous ses ordres à Valmont.

## L'action initiale près de Valmont
Beaufort part de Harfleur le 9 mars 1416 pour mener son raid. Il pille et brûle plusieurs villages et va jusqu'à Cany-Barville. Il décide ensuite de retourner à Harfleur. Près de Valmont, les Anglais sont interceptés par l'armée française. Ils ont néanmoins le temps de se ranger en ligne de bataille, plaçant leurs chevaux et leurs vivres à l'arrière, avant que les Français ne les chargent. La cavalerie française brise la fine ligne de bataille anglaise mais, au lieu d'achever les Anglais, elle charge leurs arrières, pille leurs bagages et s'empare de leurs montures. Ceci permet à Beaufort, qui avait été blessé au cours du combat, de rallier ses hommes et de les conduire dans un jardin couvert, où ils se défendent avec acharnement jusqu'à la tombée de la nuit. Les Français se retirent à Valmont pour la nuit, plutôt que de rester dans les champs. Beaufort profite de l'obscurité pour partir discrètement avec ses hommes et se réfugie dans les bois des Loges. Les pertes anglaises à ce moment-là s'élèvent à 160 morts environ.

## Le second combat près de Harfleur
Le lendemain, les Anglais se dirigent vers la côte. Ils descendent sur la plage et commencent une longue marche à travers des galets jusqu'à Harfleur. Cependant, alors qu'ils s'approchent d'Harfleur, ils voient un contingent français qui les attend sur les falaises. Les Anglais se rangent à nouveau en ordre de bataille. Les Français attaquent sur la pente raide mais sont désordonnés et battus, laissant de nombreux morts. Alors que les Anglais volent les effets de valeur présents sur les cadavres de leurs adversaires, le gros de l'armée française arrive. Cette nouvelle menace n'attaque pas et organise une ligne de défense en hauteur. Cela force Beaufort à attaquer. L'assaut anglais est un succès et pousse à la retraite l'armée française, qui est attaquée sur ses flancs par la garnison de Harfleur. La retraite française se termine en véritable déroute. Les Français auraient perdu 200 hommes au combat, ainsi que 800 qui sont faits prisonniers. Le comte d'Armagnac fait également pendre une cinquantaine de ses hommes qui se seraient enfuis du champ de bataille.

## Un acte de défi
Les chroniqueurs anglais se rappellent la bataille de Valmont comme un acte de défi. À un moment pendant la bataille (Burne le situe lorsque les Anglais défendent le jardin, Strickland au contraire pense qu'il a eu lieu avant même la bataille initiale), le comte d'Armagnac aurait proposé à Beaufort de se rendre. Les hommes d'armes seraient faits prisonniers mais les archers auraient leur main droite coupée. Beaufort aurait répondu au héraut français : « Dites à votre maître que les Anglais ne se rendent pas ».

## Issue
Sans surprise, les chroniques sont divisées quant au vainqueur de la bataille de Valmont et les historiens modernes ne sont pas unanimes. Alfred Burne qualifie « l'action de ce petit groupe dévoué de soldats anglais » d'« épique » et son point de vue est partagé par Matthew Strickland. Newhall, par contre, considère le résultat global comme « satisfaisant » pour les Français et Juliet Barker décrit la bataille comme une « occasion désastreuse » pour les Anglais. Le meilleur résumé de la bataille est peut-être celui donné par Wylie : 

« Il est vrai que le comte de Dorset [Thomas Beaufort] s'est extirpé d'un piège mortel avec un nerf et un courage formidables, mais son aventure téméraire lui a coûté énormément cher en hommes, en chevaux et en matériel. »